# مامدانلو (درونغر)
مامدانلو (بالفارسية: مامدانلو) هي قرية تقع في إيران في قسم درونغر الريفي. يقدر عدد سكانها بـ 201 نسمة .